# Leif Johansson (företagsledare)
Leif Valdemar Johansson, född 30 augusti 1951 i Vasa församling i Göteborg, är en svensk företagsledare. Tidigare var han styrelseordförande för Astra Zeneca, styrelseordförande för Telefonaktiebolaget LM Ericsson och dessförinnan vd och koncernchef för bland annat Electrolux och Volvokoncernen.

## Biografi
Leif Johansson är son till Lennart Johansson, verkställande direktör för SKF-koncernen (1971-1985). Johansson var utbytesstudent på Chatsworth High School i Kalifornien 1968 och gick 1971 ut från naturvetenskaplig linje på Kjellbergska gymnasiet i Göteborg. Han blev sergeant i Flygvapnet 1972. Han utbildade sig fram till 1977 till civilingenjör i maskinteknik vid Chalmers tekniska högskola.
Hans yrkeskarriär började 1974-1976 som projektkonsult vid Indevo och han var 1977 produktutvecklare och vd-assistent vid Centro-Maskin, samtidigt som han utbildade sig vid Chalmers tekniska högskola. Leif Johansson har under större delen av sitt yrkesverksamma liv arbetat inom den svenska industrin. 

### Electrolux
Johansson fick sitt första VD-uppdrag 1979 som verkställande direktör endast 27 år gammal på Husqvarna Motorcyklar, dotterbolag till Electrolux. 1981 blev han divisionschef för Office Machines vid Facit AB Sweden. 1982 blev han verkställande direktör för Facit AB, tillverkare av kontorsmaskiner. Facit ägdes under denna period inledningsvis av Electrolux och sedan av Ericsson.
Johansson arbetade sedan under tio års tid för vitvaruproducenten Electrolux där han 1984 blev divisionschef för vitvaror och 1987 vd för vitvaror. 1988 utsågs han till vice vd AB Electrolux och 1991 avancerade han till vd och 1994 till vd och koncernchef.

### AB Volvo
1997-2011 var Johansson verkställande direktör och koncernchef för Volvo, tillverkare av produkter som lastbilar, bussar, anläggningsmaskiner, drivsystem för marina och industriella applikationer samt komponenter för flygmotorer. 
Under Johanssons ledning växte Volvokoncernen betydligt, både sett till omsättning, storlek och antalet anställda. 1999 såldes Volvo Personvagnar till Ford Motor Company. På lastbilssidan förvärvades Renault Trucks, Frankrike och Mack Trucks, USA 2001. 1998 köptes Samsungs grävmaskinsverksamhet och 2007 Ingersoll Rands division inom väganläggningsmaskiner. 2008 träffades ett avtal om samriskbolag med Eicher Motors, Indien.

## Övriga uppdrag
2023 Hedersordförande WWF
2022 Styrelseledamot Knut och Alice Wallenbergs stiftelse
2012-2023 var Johansson styrelseordförande i AstraZeneca plc
2011-2018 var Johansson styrelseordförande i Ericsson. Han avgick vid årsstämman 2018.
2023 utsågs Johansson till styrelseordförande i förpackningsföretaget Ecolean AB
Johansson är sedan 2016 styrelseledamot i bilsäkerhetsföretaget Autoliv. Johansson är även styrelseledamot i egna rådgivningsföretaget Aphrae.
Tidigare styrelseledamot i Svenska Cellulosa Aktiebolaget SCA. 
Tidigare preses i Kungliga Ingenjörsvetenskapsakademien (IVA) samt ledamot i ERT European Round Table of Industrialists.

## Utmärkelser
- H M Konungens medalj i 12:e storleken i Serafimerordens band (Kon:sGM12mserafb, 2001)
- Kungl. Ingenjörsvetenskapsakademiens stora medalj i guld (IVAstGM, 2011)
- Chalmersska Ingenjörsföreningens Gustaf Dalénmedaljen i guld (2007)
- Kungl. Automobilklubbens Minnesmedalj i guld (KAKMGM, 2005)
- Officer av Hederslegionen (OffFrHLO 2013, RFrHLO 2005)
- Hedersdoktor vid Blekinge tekniska högskola (Dr. h.c., 2006)
- Medicine hedersdoktor vid Göteborgs universitet (Med. dr. h.c.,2007)
- Hedersdoktor vid Chalmers tekniska högskola (Dr. h.c., 2012) [11]
- Marcus Wallenbergs ASEA-stipendium (1977)
- Mekanprismat nr 6 (2009)

## Familj
Familjen består av hustrun Eva och fem barn.